# Инвериго
Инвериго (итал. Inverigo) је насеље у Италији у округу Комо, региону Ломбардија.
Према процени из 2011. у насељу је живело 8475 становника. Насеље се налази на надморској висини од 333 м.

## Становништво
| 1936. | 1951. | 1961. | 1971. | 1981. | 1991. | 2001. | 2011. |
| ----- | ----- | ----- | ----- | ----- | ----- | ----- | ----- |
| 4.552 | 5.269 | 5.917 | 6.957 | 7.512 | 7.733 | 7.825 | 8.926 |